# Canton de Rouen-3
Le canton de Rouen-3 est une circonscription électorale française du département de la Seine-Maritime. Sa délimitation a été modifiée par le décret du 27 février 2014. Elle tient lieu de circonscription d'élection des conseillers départementaux et entre en vigueur lors des premières élections départementales suivant la publication du décret.

## Histoire
Un nouveau découpage territorial de la Seine-Maritime entre en vigueur à l'occasion des premières élections départementales suivant le décret du 27 février 2014. Les conseillers départementaux sont, à compter de ces élections, élus au scrutin majoritaire binominal mixte. Les électeurs de chaque canton élisent au Conseil départemental, nouvelle appellation du Conseil général, deux membres de sexe différent, qui se présentent en binôme de candidats. Les conseillers départementaux sont élus pour 6 ans au scrutin binominal majoritaire à deux tours, l'accès au second tour nécessitant 12,5 % des inscrits au 1er tour. En outre la totalité des conseillers départementaux est renouvelée. Ce nouveau mode de scrutin nécessite un redécoupage des cantons dont le nombre est divisé par deux avec arrondi à l'unité impaire supérieure si ce nombre n'est pas entier impair, assorti de conditions de seuils minimaux. Dans la Seine-Maritime, le nombre de cantons passe ainsi de 69 à 35.

## Représentation

### Conseillers généraux de 1833 à 2015
| Période                                  | Période      | Identité                    | Étiquette                      | Qualité                                                                                    |
| ---------------------------------------- | ------------ | --------------------------- | ------------------------------ | ------------------------------------------------------------------------------------------ |
| 1833                                     | 1840 (décès) | Eugène-Dominique Maille     | Majorité gouvernementale       | Négociant à Rouen Député (1827-1834)                                                       |
| 1840                                     | 1842         |                             |                                |                                                                                            |
| 1842                                     | 1848         | Charles Levavasseur         | Opposition                     | Propriétaire et armateur à Rouen Maire de Sainte-Geneviève Député (1842-1851 et 1852-1857) |
| 1848                                     | 1870 (décès) | Jean-Baptiste Curmer        | Majorité ministérielle         | Négociant et propriétaire à Saint-Martin-de-Boscherville Député (1837-1839)                |
| 1870                                     | 1871         | Eugène Duvivier (1817-1889) | Union démocratique et libérale | Négociant, ancien juge au Tribunal de commerce de Rouen Député Gauche radicale (1881-1889) |
| 1871                                     | 1901         | Georges Letellier           | Républicain                    | Avoué à Rouen, puis Conseiller à la Cour de Cassation Président du Conseil Général         |
| 1901                                     | 1922 (décès) | Gustave Robert              | Républicain Progressiste       | Prote (correcteur d'épreuves) d'imprimerie Adjoint au maire de Rouen                       |
| 1923                                     | 1940         | Georges Métayer             | Rad.                           | Avocat Député (1932-1942) Maire de Rouen (1929-1940)                                       |
| 1945                                     | 1970         | Philippe Morice             | Ind.                           | Distillateur                                                                               |
| 1970                                     | 2008         | André Danet (1923-2018)     | RI puis UDF-PR                 | Chirurgien-dentiste, conseiller municipal puis adjoint au maire de Rouen (1977-1995)       |
| 2008                                     | 2015         | Bruno Bertheuil             | PS                             | Enseignant, adjoint au maire de Rouen depuis 2008                                          |
| Les données manquantes sont à compléter. |              |                             |                                |                                                                                            |

### Conseillers d'arrondissement (de 1833 à 1940)
| Période                                  | Période | Identité                           | Étiquette                   | Qualité |
| ---------------------------------------- | ------- | ---------------------------------- | --------------------------- | --- |
| 1833                                     | 1839    | H. Duhamel                         |                             | Marchand de toiles à Rouen                                                                                              |
| 1839                                     | 1870    | M. Lainé-Lecerf                    |                             | |
| 1870                                     | 1874    | Pierre Alphonse Lafond (1825-1880) | Bonapartiste                | Négociant en vins, conseiller municipal de Rouen, fondateur du journal "Le Bon Sens Normand" élu au bénéfice de l'âge   |
| 1874                                     | 1892    | Charles Dieutre                    | Républicain                 | Ancien avoué, ancien suppléant du juge de paix, maire de Rouen (janvier à novembre 1881, mai à juillet 1888, 1888-1890) |
| 1892                                     | 1904    | Hilaire Roland                     | Républicain                 | Ingénieur civil à Rouen, Président du Conseil d'arrondissement                                                          |
| 1904                                     | 1910    | Émile Lecomte                      | Républicain antiministériel | Greffier de la justice de paix, Président du Conseil d'arrondissement                                                   |
| 1910                                     | 1934    | Paul Anquetil                      | Républicain URD             | Négociant, conseiller municipal de Rouen, député (1919-1932)                                                            |
| 1934                                     | 1940    | Raoul Liétard                      | FR                          | Épicier à Rouen |
| 1940                                     |         |                                    |                             | Les conseils d'arrondissement ont été suspendus par la loi du 12 octobre 1940 et n'ont jamais été réactivés             |
| Les données manquantes sont à compléter. |         |                                    |                             | |

### Conseillers départementaux depuis 2015
| Période élective | Période élective | Mandat | Mandat   | Identité         | Nuance | Nuance | Qualité                                                                                             |
| ---------------- | ---------------- | ------ | -------- | ---------------- | ------ | ------ | --------------------------------------------------------------------------------------------------- |
| 2015             | 2021             | 2015   | 2021     | Caroline Dutarte |        | PS     | Adjointe au maire de Rouen Conseillère générale du canton de Rouen-4 (2011-2015)                    |
| 2015             | 2021             | 2015   | 2021     | Mamadou Diallo   |        | PS     | Chef d'entreprise Conseiller municipal de Rouen Conseiller général du canton de Rouen-6 (2011-2015) |
| 2021             | 2028             | 2021   | en cours | Caroline Dutarte |        | PS     | Première adjointe au maire de Rouen                                                                 |
| 2021             | 2028             | 2021   | en cours | Stéphane Martot  |        | EELV   | Assistant social, conseiller municipal de Rouen                                                     |

### Résultats détaillés

#### Élections de mars 2015
À l'issue du 1er tour des élections départementales de 2015, deux binômes sont en ballottage : Caroline Dutarte et Mamadou Diallo (PS, 30,81 %) et Loïc Gaudray et Marlène Mameaux (Union de la Droite, 26,05 %). Le taux de participation est de 48,46 % (9 506 votants sur 19 618 inscrits) contre 49,48 % au niveau départemental et 50,17 % au niveau national.
Au second tour, Caroline Dutarte et Mamadou Diallo (PS) sont élus avec 53,70 % des suffrages exprimés et un taux de participation de 45,34 % (4 342 voix pour 8 886 votants et 19 618 inscrits).

#### Élections de juin 2021
Le premier tour des élections départementales de 2021 est marqué par un très faible taux de participation (33,26 % au niveau national). Dans le canton de Rouen-3, ce taux de participation est de 29,6 % (5 810 votants sur 19 628 inscrits) contre 32,19 % au niveau départemental. À l'issue de ce premier tour, deux binômes sont en ballottage : Caroline Dutarte et Stéphane Martot (Union à gauche avec des écologistes, 36,2 %) et Maxime Boissière et Letycia Ossibi (Union au centre, 29,85 %).
Le second tour des élections est marqué une nouvelle fois par une abstention massive équivalente au premier tour. Les taux de participation sont de 34,36 % au niveau national, 32,06 % dans le département et 29,62 % dans le canton de Rouen-3. Caroline Dutarte et Stéphane Martot (Union à gauche avec des écologistes) sont élus avec 56,83 % des suffrages exprimés (2 990 voix pour 5 813 votants et 19 628 inscrits),,. 

## Composition
Le nouveau canton de Rouen-3 comprend une fraction de la commune de Rouen.
| Nom                           | Code Insee | Intercommunalité          | Superficie (km2) | Population (dernière pop. légale)                 | Densité (hab./km2) | Modifier                                    |
| ----------------------------- | ---------- | ------------------------- | ---------------- | ------------------------------------------------- | ------------------ | ------------------------------------------- |
| Rouen (bureau centralisateur) | 76540      | Métropole Rouen Normandie | 21,38            | Fraction : 38 243 (2022) Commune : 116 331 (2022) | 5 441              | modifier les données · modifier les données |
| Canton de Rouen-3             | 7630       |                           |                  | 38 243 (2022)                                     |                    | modifier les données                        |

La partie de la commune de Rouen intégrée dans le canton est celle non incluse dans les cantons de Rouen-1 et de Rouen-2.

## Démographie

### Démographie avant 2015
| 1962 | 1968 | 1975 | 1982 | 1990   | 1999   | 2006   | 2011   | 2012   |
| ---- | ---- | ---- | ---- | ------ | ------ | ------ | ------ | ------ |
| -    | -    | -    | -    | 10 872 | 12 033 | 13 576 | 14 066 | 14 108 |

### Démographie depuis 2015
En 2022, le canton comptait 38 243 habitants, en évolution de +3,26 % par rapport à 2016 (Seine-Maritime : +0,35 %, France hors Mayotte : +2,11 %).
| 2013   | 2018   | 2022   |
| ------ | ------ | ------ |
| 36 800 | 37 883 | 38 243 |